# IC 2430
IC 2430 ist eine Spiralgalaxie vom Hubble-Typ Sa im Sternbild Krebs auf der Ekliptik. Sie ist schätzungsweise 131 Millionen Lichtjahre von der Milchstraße entfernt.
Das Objekt wurde am 8. April 1896 von Stéphane Javelle entdeckt.